# 常磐女学院
常磐女学院（ときわじょがくいん）は、愛知県名古屋市東区代官町にあった私立の専修学校である。経営母体は松坂屋。昭和40年代から50年代にかけて中部地方最大の服飾専門学校として名を馳せた。創立100年目に当たる2007年（平成19年）に閉校した。

## 沿革

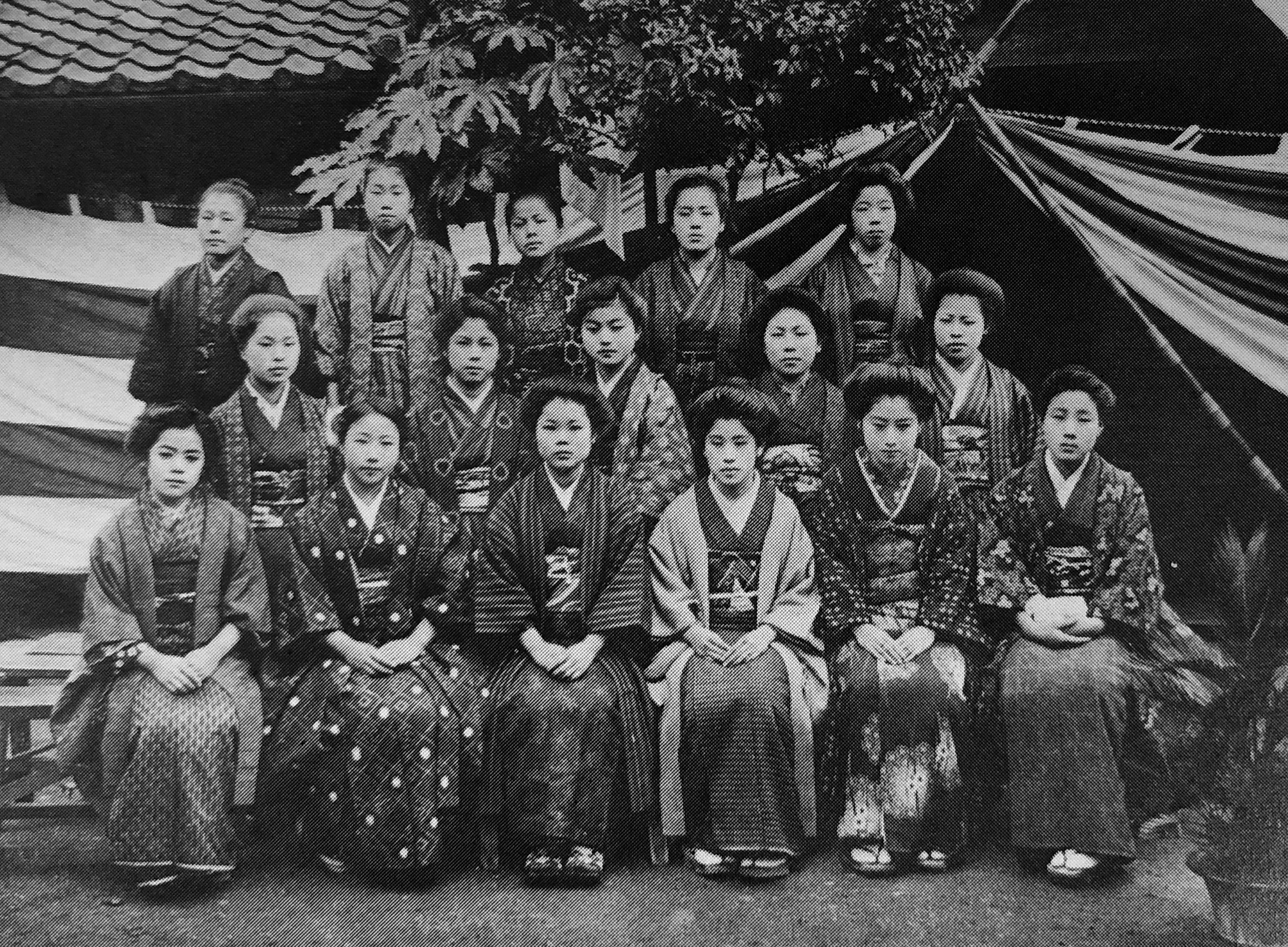
いとう呉服店裁縫所（1921年）

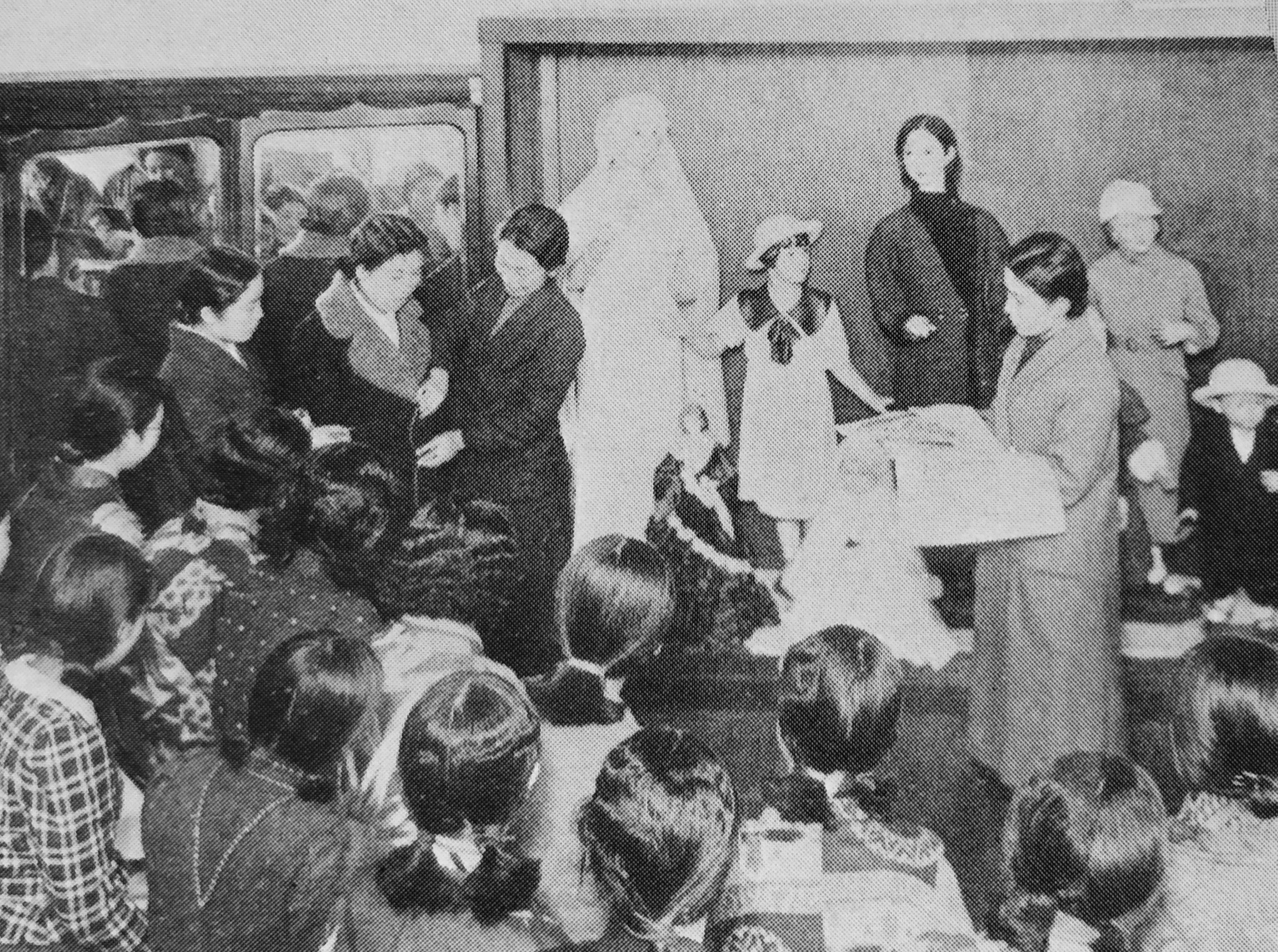
常磐裁縫塾。洋裁（1938年）

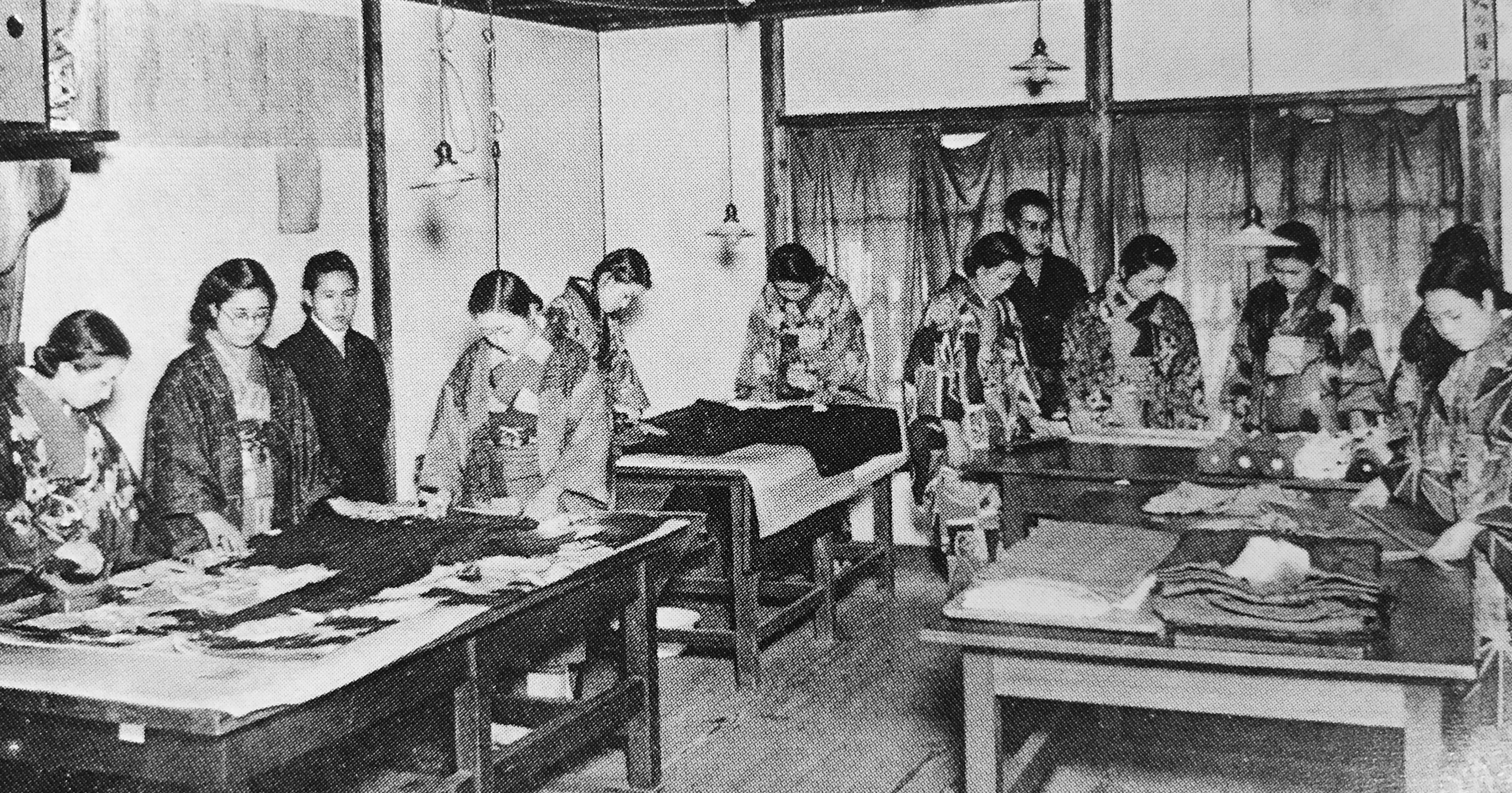
常磐裁縫塾。和裁（1940年）

1907年（明治40年）3月14日、和裁裁縫の知識・技能養成を目的に名古屋市旧長島町3丁目に「いとう呉服店裁縫所」が設立される。1910年（明治43年）、旧七曲町に移転。1929年（昭和4年）3月31日、東区久屋町1丁目に移転して学校組織の「常磐裁縫塾」となった。
1945年（昭和20年）3月19日、B-29爆撃機230機が名古屋市の市街地に対し大規模空襲を行った。中区、中村区、東区などの市中心部は焼け野原となり、「常磐裁縫塾」も講堂一棟を残し焼失した。
1946年（昭和21年）4月1日、東区横代官町27番地（現・代官町30）に木造教室、2階建ての講堂、用務員室などを建設。同年5月20日、「常盤女学院」として再開した。
1964年（昭和39年）4月1日、デザイン科を開設。1965年（昭和40年）9月11日、恵那寮が竣工。
1977年（昭和52年）、専修学校の認可が下り「家政専門学校常磐女学院」となった。2002年（平成14年）4月1日、「ファッション専門学校常磐女学院」と改称。
2007年（平成19年）3月31日、閉校。財務体質の改善を図る松坂屋はこの年、大丸と経営統合し、9月3日に共同持株会社「J.フロント リテイリング株式会社」を設立した。常磐女学院の跡地は売却され、現在は大型の分譲マンションが建っている。

## 学科など
昼間部と夜間部があった。学科は洋裁科（文化式、ドレメ式）、和裁科、デザイン科、編物科。課程は本科、専攻科、研究科、高等研究科。調和のとれた広い教養を身につけるとともに、近代女性にふさわしい服飾研究の場を目指したとされる。
1976年（昭和51年）時点の学生数は昼間部2,100人、夜間部200人。卒業生はその当時で3万1,000人を数えた。

## 著名な卒業生
- 兵藤ゆき (タレント)